# Championnat de Namibie de football 2012-2013
Navigation
Édition précédente Édition suivante
La saison 2012-2013 du Championnat de Namibie de football est la vingt-et-unième édition de la Premier League, le championnat de première division national namibien. Les équipes engagées sont regroupées au sein d'une poule unique où elles affrontent deux fois leurs adversaires, à domicile et à l'extérieur. En fin de saison, les deux derniers du classement sont relégués et remplacés par les deux meilleurs clubs de deuxième division.
C'est le Black Africa FC, double tenant du titre, qui remporte à nouveau la compétition cette saison après avoir terminé en tête du classement, avec trois points d'avance sur African Stars FC et douze sur United Africa Tigers FC. C'est le septième titre de champion de Namibie de l'histoire du club.

## Participants
- Ramblers FC
- Tura Magic FC - Promu de D2
- SK Windhoek
- Eleven Arrows FC
- African Stars FC
- Civics FC
- Blue Waters FC
- Rundu Chiefs FC - Promu de D2
- United Africa Tigers FC
- Black Africa FC
- Orlando Pirates Windhoek
- Mighty Gunners FC

## Compétition

### Classement
Le classement est établi sur le barème de points classique : victoire à 3 points, match nul à 1, défaite à 0.
| Rang | Équipe                   | Pts | J  | G  | N  | P  | Bp | Bc | Diff |
| ---- | ------------------------ | --- | -- | -- | -- | -- | -- | -- | ---- |
| 1    | Black Africa FCT         | 47  | 22 | 14 | 5  | 3  | 38 | 17 | +21  |
| 2    | African Stars FCC        | 44  | 22 | 12 | 8  | 2  | 39 | 18 | +21  |
| 3    | United Africa Tigers FC  | 35  | 22 | 9  | 8  | 5  | 31 | 23 | +8   |
| 4    | Orlando Pirates Windhoek | 35  | 22 | 9  | 8  | 5  | 26 | 24 | +2   |
| 5    | Tura Magic FCP           | 29  | 22 | 9  | 2  | 11 | 29 | 35 | -6   |
| 6    | Ramblers FC              | 27  | 22 | 7  | 6  | 9  | 26 | 23 | +3   |
| 7    | Eleven Arrows FC         | 26  | 22 | 7  | 5  | 10 | 22 | 29 | -7   |
| 8    | Rundu Chiefs FCP         | 25  | 22 | 7  | 4  | 11 | 23 | 33 | -10  |
| 9    | Civics FC                | 24  | 22 | 6  | 6  | 10 | 29 | 31 | -2   |
| 10   | Blue Waters FC           | 23  | 22 | 4  | 11 | 7  | 24 | 29 | -5   |
| 11   | SK Windhoek              | 23  | 22 | 6  | 5  | 11 | 24 | 42 | -18  |
| 12   | Mighty Gunners FC        | 22  | 22 | 6  | 4  | 12 | 30 | 37 | -7   |

|  | Qualification pour la Ligue des champions de la CAF 2014                                |
|  | Qualification pour la Coupe de la confédération 2014                                    |
|  | Relégation directe en deuxième division                                                 |
|  | T : Tenant du titre C : Vainqueur de la Coupe de Namibie P : Promu de deuxième division |

## Bilan de la saison
| Championnat de Namibie de football 2012-2013                        |                            |
| Champion                                                            | Black Africa FC (7e titre) |
| Coupes et trophées                                                  |                            |
| Vainqueur de la Coupe de Namibie 2012-2013                          | African Stars FC           |
| Qualifications continentales                                        |                            |
| Ligue des champions de la CAF 2014                                  | Black Africa FC            |
| Coupe de la confédération 2014                                      | African Stars FC           |
| Promotions et relégations                                           |                            |
| Promus en Championnat de Namibie de football                        | United Stars FC            |
| Promus en Championnat de Namibie de football                        | Blue Boys FC               |
| Relégués en Championnat de Namibie de football de deuxième division | SK Windhoek                |
| Relégués en Championnat de Namibie de football de deuxième division | Mighty Gunners FC          |